# Saison 3 de Buffy contre les vampires
Chronologie
Saison 2 Saison 4 et Saison 1 d'Angel
La saison 3 de Buffy contre les vampires est composée de 22 épisodes. Elle reprend l'histoire de Buffy Summers, de sa descente dans une dimension démoniaque qui la pousse à accepter à nouveau son rôle de Tueuse et à retourner à Sunnydale, à la cérémonie de remises de diplômes du lycée et son combat contre le Maire.    

## Évènements principaux
Plusieurs mois après son départ, Buffy décide, après une courte descente dans une dimension démoniaque, de reprendre sa vie de Tueuse et de retourner à Sunnydale. Elle y retrouve sa mère, avec qui elle se réconcilie, et reprend ses cours et ses activités avec Giles et ses amis. Cette saison est d'abord marquée par l'arrivée de Faith, la nouvelle Tueuse de vampires, activée à la mort de Kendra, qui se lie d'amitié avec Buffy malgré leur différence de méthodes et de mentalité, mais aussi par la résurrection miraculeuse d'Angel. Expulsé traumatisé et au bord de la folie d'une dimension infernale après y avoir passé 100 ans, il retrouve peu à peu la mémoire et redevient qui il était, poussant Buffy à reprendre sa relation amoureuse avec lui alors qu'ils sont tous les deux conscients des limites de celle-ci. Originellement gardé secret, le retour du vampire et la reprise de sa relation avec Buffy finissent par être connu du reste du groupe.    
Marqué par son expérience et dans sa recherche de rédemption, Angel manque d'être tué par La Force, une ancienne entité immatérielle et maléfique, plus vieille que l'univers et source absolue du Mal. A la suite d'une épreuve imposée à Buffy le jour de ses 18 ans, Giles est destitué de sa mission d'Observateur par le Conseil, jugé trop proche de la Tueuse, et est remplacé par l'Observateur Wesley Wyndham Pryce. Buffy décidera à terme de ne plus obéir aux ordres du Conseil et de combattre les forces du mal comme elle l'entend, alors que Richard Wilkins, le maire de Sunnydale, commence son ascension démoniaque. En parallèle, la brève aventure d'Alex et Willow pousse Cordelia à rompre avec le premier et à s'éloigner du reste du groupe, pendant que Willow reste en couple avec Oz.  
Le tournant de la saison se produit avec le meurtre accidentel de l'adjoint du maire par Faith. Jusque-là instable, elle décide, après avoir envisagé de quitter la ville pour fuir la justice du Conseil, de basculer dans le camp du Maire. Après avoir tenté de la sauver, Buffy l'affronte lorsqu’elle blesse grièvement Angel sur ordre du Maire. A la suite de leur combat, Faith reste plongé dans le coma. Le jour de la remise des diplômes est aussi le jour de l'Ascension, au cours duquel le Maire se transforme en serpent géant. Buffy, aidée de ses amis et de tous ses camarades lycéens, le combat et réussit à le tuer en faisant exploser le lycée, sauvant le monde une nouvelle fois. Ayant réalisé qu'il ne pourra jamais la rendre heureuse, Angel décide de quitter la Tueuse et Sunnydale. La saison se termine sur Buffy et ses amis contemplant le lycée détruit, et constatant la fin d'une importante période de leur vie.

## Personnages

### Personnages principaux
- Sarah Michelle Gellar (VF : Claire Guyot) : Buffy Summers
- Nicholas Brendon (VF : Mark Lesser) : Alexander Harris
- Alyson Hannigan (VF : Virginie Ledieu) : Willow Rosenberg
- Charisma Carpenter (VF : Malvina Germain) : Cordelia Chase
- David Boreanaz (VF : Patrick Borg) : Angel
- Seth Green (VF : Franck Capillery) : Oz (21 épisodes)
- Anthony Stewart Head (VF : Nicolas Marié) : Rupert Giles

### Personnages secondaires
- Kristine Sutherland (VF : Danièle Douet) : Joyce Summers (15 épisodes)
- Eliza Dushku (VF : Séverine Morisot) : Faith Lehane (13 épisodes)
- Harry Groener (VF : Joseph Falcucci) : Richard Wilkins (11 épisodes)
- Alexis Denisof (VF : Éric Legrand) : Wesley Wyndam-Pryce (9 épisodes)
- Armin Shimerman (VF : Michel Paulin) : Principal R. Snyder (8 épisodes)
- Danny Strong (VF : Franck Capillery, Fabrice Josso, Bruno Raina) : Jonathan Levinson (6 épisodes)
- K. Todd Freeman (VF : Bernard Métraux) : Mister Trick (5 épisodes)
- Emma Caulfield (VF : Marine Boiron) : Anya Jenkins (4 épisodes)
- Mercedes McNab (VF : Valérie Siclay, Sophie Arthuys) : Harmony Kendall (3 épisodes)
- Robia LaMorte (VF : Sophie Arthuys) : Jenny Calendar (1 épisode)
- James Marsters (VF : Serge Faliu) : Spike (1 épisode)
- Elizabeth Anne Allen (VF : Martine Irzenski) : Amy Madison (1 épisode)
- Robin Sachs (VF : Luc Bernard) : Ethan Rayne (1 épisode)
- Harris Yulin (VF : Jacques Richard) : Quentin Travers (1 épisode)

## Équipe de production
| - Joss Whedon : 5 épisodes - James Whitmore Jr. : 4 épisodes - James A. Contner : 4 épisodes - David Greenwalt : 2 épisodes - Michael Lange : 2 épisodes - David Semel : 1 épisode - Michael Gershman : 1 épisode - David Grossman : 1 épisode - Regis Kimble : 1 épisode - David Solomon : 1 épisode | - Joss Whedon : 5 épisodes - Marti Noxon : 5 épisodes - Jane Espenson : 3 épisodes - Douglas Petrie : 3 épisodes - David Greenwalt : 2 épisodes - Dan Vebber : 2 épisodes - David Fury : 2 épisodes |

## Rythme de diffusion
La fusillade de Columbine a eu un impact sur le rythme de diffusion de cette troisième saison. Deux épisodes, jugé trop proches de l'actualité par la chaîne, ont été diffusés en décalé. 
- Les épisodes 1 à 17 ont été diffusés entre le 29 septembre 1998 et le 16 mars 1999.
- La diffusion s'est poursuivie avec les épisodes 19 à 21, entre le 4 mai et le 18 mai 1999.
- L'épisode 22, La Cérémonie, partie 2, a été diffusé le 13 juillet 1999. Il a néanmoins été diffusé le 24 mai 1999 au Canada, date à laquelle il était prévu à l'origine aux États-Unis. La décision de décaler l'épisode a été prise à la dernière minute par la chaîne, ce dernier mettant en scène les lycéens armés pour affronter le maire lors de la cérémonie de remise des diplômes[1].
- L'épisode 18, Voix intérieures, a été diffusé le 21 septembre 1999, deux semaines avant le lancement de la quatrième saison. L'épisode était à l'origine prévu pour le 27 avril 1999, mais la tuerie s'étant déroulée une semaine avant, la chaîne a décidé de le décaler à la suite de l'intrigue de ce dernier dans laquelle un lycéen est soupçonné de vouloir provoquer une tuerie au lycée[2].

## Épisodes

### Épisode 1:Anne
- États-Unis : 29 septembre 1998 sur The WB
- France : 9 octobre 1999 sur M6

- Kristine Sutherland (Joyce Summers)
- Julia Lee (Lily)
- Carlos Jacott (Ken)
- Mary-Pat Green (le docteur de la banque du sang)
- Chad Todhunter (Rickie)

### Épisode 2:Le Masque de Cordolfo
- États-Unis : 6 octobre 1998 sur The WB
- France : 16 octobre 1999 sur M6

- Kristine Sutherland (Joyce Summers)
- Armin Shimerman (Principal Snyder)
- Nancy Lenehan (Pat)

### Épisode 3:La Nouvelle Petite Sœur
- États-Unis : 13 octobre 1998 sur The WB
- France : 30 octobre 1999 sur M6

- Kristine Sutherland (Joyce Summers)
- Armin Shimerman (Principal Snyder)
- Eliza Dushku (Faith Lehane)
- Jeremy Roberts (Kakistos)
- K.Todd Freeman (Mister Trick)
- Fab Filippo (Scott Hope)

### Épisode 4:Les Belles et les Bêtes
- États-Unis : 20 octobre 1998 sur The WB
- France : 6 novembre 1999 sur M6

- Eliza Dushku (Faith Lehane)
- Fab Filippo (Scott Hope)
- Phill Lewis (Mr Platt)
- John Patrick White (Pete)
- Danielle Weeks (Debbie)

### Épisode 5:Le Bal de fin d'année
- États-Unis : 3 novembre 1998 sur The WB
- France : 13 novembre 1999 sur M6

- K. Todd Freeman (Mister Trick)
- Jeremy Ratchford (Lyle Gorch)
- Fab Filippo (Scott Hope)
- Ian Abercrombie (le chef allemand)
- Harry Groener (Richard Wilkins)
- Eliza Dushku (Faith Lehane)

### Épisode 6:Effet chocolat
- États-Unis : 10 novembre 1998 sur The WB
- France : 20 novembre 1999 sur M6

- Kristine Sutherland (Joyce Summers)
- K. Todd Freeman (Mister Trick)
- Robin Sachs (Ethan Rayne)
- Harry Groener (Richard Wilkins)
- Armin Shimerman (Principal Snyder)

### Épisode 7:Révélations
- États-Unis : 17 novembre 1998 sur The WB
- France : 27 novembre 1999 sur M6

- Eliza Dushku (Faith Lehane)
- Serena Scott Thomas (Gwendolyn Post)

### Épisode 8:Amours contrariés
- États-Unis : 24 novembre 1998 sur The WB
- France : 4 décembre 1999 sur M6

- James Marsters (Spike)
- Kristine Sutherland (Joyce Summers)
- Harry Groener (Richard Wilkins)

### Épisode 9:Meilleurs vœux de Cordelia
- États-Unis : 8 décembre 1998 sur The WB
- France : 11 décembre 1999 sur M6

- Emma Caulfield (Anya Jenkins)
- Mark Metcalf (Le Maître)
- Larry Bagby (Larry)
- Mercedes McNab (Harmony Kendall)

### Épisode 10:Le Soleil de Noël
- États-Unis : 15 décembre 1998 sur The WB
- France : 25 décembre 1999 sur M6

- Kristine Sutherland (Joyce Summers)
- Robia LaMorte (Jenny Calendar)
- Eliza Dushku (Faith Lehane)
- Saverio Guerra (Willy)
- Shane Barach (Daniel)
- Edward Edwards (Travis)
- Cornelia Hayes O'Herlihy (Margaret)

### Épisode 11:Intolérance
- États-Unis : 12 janvier 1999 sur The WB
- France : 11 décembre 1999 sur M6

- Kristine Sutherland (Joyce Summers)
- Armin Shimerman (Principal Snyder)
- Harry Groener (Richard Wilkins)
- Elizabeth Anne Allen (Amy Madison)
- Jordan Baker (Sheila Rosenberg)

### Épisode 12:Sans défense
- États-Unis : 19 janvier 1999 sur The WB
- France : 18 décembre 1999 sur M6

- Kristine Sutherland (Joyce Summers)
- Harris Yulin (Quentin Travers)
- Jeff Kober (Zachary Kralik)

### Épisode 13:Le Zéro pointé
- États-Unis : 26 janvier 1999 sur The WB
- France : 8 janvier 2000 sur M6

- Eliza Dushku (Faith Lehane)
- Channon Roe (Jack O'Toole)
- Saverio Guerra (Willy)
- Michael Cudlitz (Bob)

### Épisode 14:El Eliminati
- États-Unis : 9 février 1999 sur The WB
- France : 15 janvier 2000 sur M6

- Kristine Sutherland (Joyce Summers)
- Harry Groener (Richard Wilkins)
- K. Todd Freeman (Mister Trick)
- Jack Plotnick (Allan Finch)
- Alexis Denisof (Wesley Wyndam-Pryce)
- Christian Clemenson (Balthazar)
- Eliza Dushku (Faith Lehane)

### Épisode 15:Au-dessus des lois
- États-Unis : 16 février 1999 sur The WB
- France : 22 janvier 2000 sur M6

- Kristine Sutherland (Joyce Summers)
- Eliza Dushku (Faith Lehane)
- Jack Plotnick (Allan Finch)
- Alexis Denisof (Wesley Wyndam-Pryce)
- Harry Groener (Richard Wilkins)
- K.Todd Freeman (Mister Trick)
- James G. MacDonald (l'inspecteur Stein)

### Épisode 16:Les Deux Visages
- États-Unis : 23 février 1999 sur The WB
- France : 5 février 2000 sur M6

- Alexis Denisof (Wesley Wyndam-Pryce)
- Armin Shimerman (Principal Snyder)
- Harry Groener (Richard Wilkins)
- Eliza Dushku (Faith Lehane)
- Emma Caulfield (Anya Jenkins)
- Ethan Erickson (Percy West)

### Épisode 17:Trahison
- États-Unis : 16 mars 1999 sur The WB
- France : 12 février 2000 sur M6

- Kristine Sutherland (Joyce Summers)
- Eliza Dushku (Faith Lehane)
- Harry Groener (Richard Wilkins)
- Alexis Denisof (Wesley Wyndam-Pryce)
- Michael Manasseri (le démon)
- Gary Bullock (le sorcier)

### Épisode 18:Voix intérieures
- États-Unis : 21 septembre 1999 sur The WB
- France : 22 janvier 2000 sur M6

- Kristine Sutherland (Joyce Summers)
- Alexis Denisof (Wesley Wyndam-Pryce)
- Danny Strong (Jonathan Levinson)
- Ethan Erickson (Percy West)

### Épisode 19:La Boîte de Gavrock
- États-Unis : 4 mai 1999 sur The WB
- France : 19 février 2000 sur M6

- Kristine Sutherland (Joyce Summers)
- Eliza Dushku (Faith Lehane)
- Harry Groener (Richard Wilkins)
- Alexis Denisof (Wesley Wyndam-Pryce)
- Armin Shimerman (Principal Snyder)

### Épisode 20:Les Chiens de l'enfer
- États-Unis : 11 mai 1999 sur The WB
- France : 4 mars 2000 sur M6

- Kristine Sutherland (Joyce Summers)
- Emma Caulfield (Anya Jenkins)
- Alexis Denisof (Wesley Wyndam-Pryce)
- Brad Kane (Tucker Wells)

### Épisode 21:La Cérémonie, partie 1
- États-Unis : 18 mai 1999 sur The WB
- France : 11 mars 2000 sur M6

- Alexis Denisof (Wesley Wyndam-Pryce)
- Armin Shimerman (Principal Snyder)
- Harry Groener (Richard Wilkins)
- Eliza Dushku (Faith Lehane)
- Mercedes McNab (Harmony Kendall)
- Ethan Erickson (Percy West)
- Emma Caulfield (Anya Jenkins)
- Kristine Sutherland (Joyce Summers)

### Épisode 22:La Cérémonie, partie 2
- États-Unis : 13 juillet 1999 sur The WB
- France : 18 mars 2000 sur M6

- Alexis Denisof (Wesley Wyndam-Pryce)
- Armin Shimerman (Principal Snyder)
- Harry Groener (Richard Wilkins)
- Eliza Dushku (Faith Lehane)
- Mercedes McNab (Harmony Kendall)
- Ethan Erickson (Percy West)
- Danny Strong (Jonathan Levinson)
- Larry Bagby (Larry Blaisdell)

- Départ de la distribution principale de David Boreanaz, qui interprétait Angel depuis le début de la série, pour rejoindre la série Angel centrée sur son personnage.
- Départ de la distribution principale de Charisma Carpenter, qui interprétait le rôle de Cordelia Chase depuis le début série. Il s'agit de la dernière apparition du personnage dans la série qui intègre par la suite la série Angel.
- Départ de la distribution récurrente de Harry Groener qui interprétait le maire Richard Wilkins, principal antagoniste de la saison.
- Départ de la distribution récurrente d'Alexis Denisof qui interprétait le rôle de l'Observateur Wesley Wyndam-Pryce durant la saison. Il s'agit de la toute dernière apparition du personnage dans la série qui est ensuite introduit dans la série Angel en tant que personnage régulier.
- Départ de la distribution récurrente de Armin Shimerman qui interprétait le rôle du proviseur Snyder depuis la première saison.

## Analyse
Pour Marti Noxon, la saison a pour thèmes principaux « la maturité, l'évolution d'une relation et la prise de conscience que l'amour ne suffit pas ». Buffy et Angel, malgré l'amour qu'ils partagent, réalisent au cours de la saison que leur relation sentimentale n'est pas viable à cause des limites imposées à Angel par son état. L'introduction du personnage de Faith a quant à elle pour but de montrer quelles sont les limites du pouvoir d'une tueuse. Pour Roz Kaveney, plusieurs épisodes de la saison étudient les différentes formes de trahison.

## DVD
La saison 3 en DVD se présente sous la forme d'un coffret de 6 DVD comprenant les 22 épisodes de la saison ainsi que les versions commentées des épisodes suivants :
- Sans défense commenté par David Fury
- El Eliminati commenté par Douglas Petrie
- Au-dessus des lois commenté par Michael Gershman
- Voix intérieures commenté par Jane Espenson

Parmi les autres bonus figurent plusieurs documentaires sur :
- l'ensemble de la saison
- le langage des personnages
- les costumes
- les armes
- les effets spéciaux